# Отдалённый (Алтайский край)
Отдалённый — посёлок в Усть-Пристанском районе Алтайского края. Входит в состав Нижнегусихинского сельсовета.

## История
Возник как посёлок 1-го отделения совхоза «Пристанский»

## Население
| 1997 | 1998 | 1999 | 2000 | 2001 | 2002 | 2003 | 2004 | 2005 | 2006 | 2007 |
| ---- | ---- | ---- | ---- | ---- | ---- | ---- | ---- | ---- | ---- | ---- |
| 171  | ↘169 | ↘165 | ↗174 | ↘164 | ↘152 | ↘148 | ↘146 | ↘142 | ↘119 | ↗123 |
| 2008 | 2009 | 2010 | 2011 | 2012 | 2013 |      |      |      |      |      |
| ↘118 | ↘107 | ↘94  | →94  | ↘83  | ↘77  |      |      |      |      |      |

Национальный состав
Согласно результатам переписи 2002 года, в национальной структуре населения русские составляли 100 %.